# Javier Germán Cruz
Javier Germán Cruz (Cadis, 15 de juny de 1971), més conegut com a Javi, és un exfutbolista andalús que ocupava la posició de migcampista.

## Trajectòria
Format al planter del Cadis CF, debuta amb el primer equip a la campanya 90/91, tot debutant a primera divisió. A l'any següent alterna les aparicions entre el Cádiz i el Cádiz B, i la temporada 92/93 puja definitivament a l'equip de primera divisió, on juga 27 partits i marca dos gols. El conjunt andalús, però, sofreix dos descensos consecutius que el duen de Primera a Segona B. El migcampista hi romandria durant quasi tota la dècada dels 90 amb el Cádiz a la categoria de bronze, fins a deixar el club el 1999.
Posteriorment hi militaria en altres clubs de categories modestes, com la SD Ponferradina (2000), Motril CF (00/01), Benidorm CD (01/02) i el Chiclana CF, on hi penjaria les botes el 2006.